# Daniel Gutiérrez
Daniel Ademir Gutiérrez Rojas (* 16. Februar 2003 in Arica) ist ein chilenischer Fußballspieler. Der Abwehrspieler gewann 2023 mit der U-23-Nationalmannschaft die Silbermedaille bei den Panamerikanischen Spielen und wurde 2022 chilenischer Meister.

## Karriere

### Verein
Daniel Gutiérrez begann schon im Alter von vier Jahren in seiner Heimatstadt Arica beim CSD Colo-Colo, der dort eine Niederlassung unterhält, mit dem Fußballspielen. Mit acht Jahren wechselte er in die Jugend des Klubs nach Santiago. Im März 2021 debütierte Gutiérrez im Spiel gegen Unión La Calera. In seiner Debütsaison gewann Gutiérrez mit den Albos die Copa Chile und im Folgejahr die Meisterschaft 2022.

### Nationalmannschaft
Daniel Gutiérrez durchlief verschiedene Jugendmannschaften Chiles. Mit der U-17-Nationalmannschaft spielte er bei der Südamerikameisterschaft 2019 und wurde nur aufgrund der Tordifferenz hinter Argentinien zweiter. Dadurch qualifizierte sich die Jugendauswahl der La Roja für die Weltmeisterschaft, bei der Gutiérrez und sein Team im Achtelfinale an Gastgeber Brasilien scheiterten.
Gutiérrez wurde 2023 in den Kader der U-23 für die Panamerikanische Spiele in Santiago berufen. Das Team gewann bei dem Turnier die Silbermedaille.

## Erfolge
Colo-Colo
- Primera División: 2022
- Copa Chile: 2021
- Supercopa de Chile: 2022

Chile U23
- Silbermedaille bei den Panamerikanischen Spielen: 2023